# Coche de pasajeros
Un coche de pasajeros o coche de viajeros es un vehículo ferroviario utilizado para el transporte de pasajeros.

## Descripción

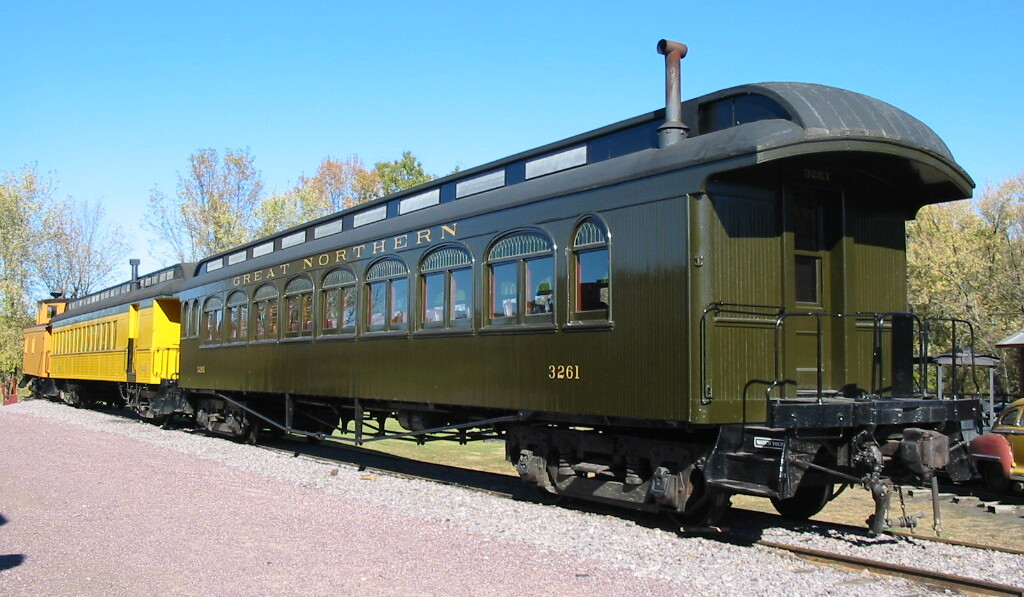
Coche restaurado con balconcillos en los extremos, expuesto en el Mid-Continent Railway Museum en North Freedom, Wisconsin

Un coche de ferrocarril consta de una caja y un sistema de rodadura. Los primitivos coches tenían como rodadura dos ejes fijos, con la caja apoyada en un sistema de suspensión. Estos ejes no podían estar muy alejados para poder tomar las curvas sin que la pestaña de las ruedas atacase los raíles, por lo que la caja debía ser corta. Más adelante el sistema mejoró y las cajas se hicieron más largas, apoyadas en dos carretones, llamados bojes (del inglés boogie), giratorios para seguir las curvas del recorrido y con dos ejes y cuatro ruedas cada uno.
Las cajas también evolucionaron, siendo las primitivas cortas, con compartimentos separados, cada uno con una puerta hacia la vía. También los había con un solo ambiente con dos filas de asientos a los lados y un pasillo central, e incluso los había descubiertos. Con la aparición de los coches largos, a los departamentos se accedía desde un pasillo lateral, de modo que los coches no tenían más que cuatro puertas, dos a cada lado, en los extremos. Un modelo, también muy frecuente en los primeros tiempos, era aquel que tenía un balconcillo en cada extremo, desde el que se accedía al pasillo central de la parte cerrada, sin departamentos y con asientos a ambos lados. 
Los coches ofrecen distintas comodidades y niveles de servicio. Dentro de los coches de pasajeros se incluyen los coches-cama y los coches restaurante.

## Historia

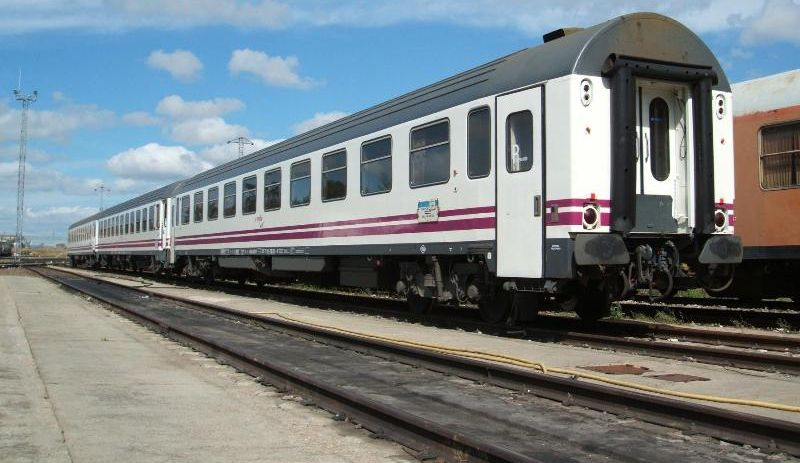
Coches serie 10000 de RENFE en la estación de Salamanca (España)

Los coches ferroviarios fueron creados siguiendo el modelo de los carruajes tirados por caballos. A mediados del siglo XIX los pasajes con las tarifas más reducidas solo permitían viajar en coches abiertos, sin techos ni ventanas.
Con el paso de los años, muchos coches fueron provistos con sistemas de calefacción que utilizaban el vapor producido por las locomotoras de vapor. El calor era distribuido mediante un sistema de conductos a lo largo del tren.
Desde fines del siglo XX la mayoría de los coches de pasajeros tienen climatización de invierno y de verano. La ventaja de la climatización integral es que las ventanillas son fijas, no se pueden abrir, cosa que permite alcanzar mayores velocidades con menor consumo.

## Tipos de coches de pasajeros
La primera distinción entre los modernos coches de pasajeros está en la posibilidad de que sean coches remolcables o coches motores. La extensión de la electrificación de las redes de ferrocarril, permite utilizar motores eléctricos, pequeños, que pueden situarse en los carretones moviendo directamente los ejes. También existe con motores de explosión, tipo diésel. Se conocen con el nombre de automotores. 
Los remolcables tienen un vehículo específico que lleva los motores, la locomotora, y los coches circulan arrastrados por ella.

### Suburbano

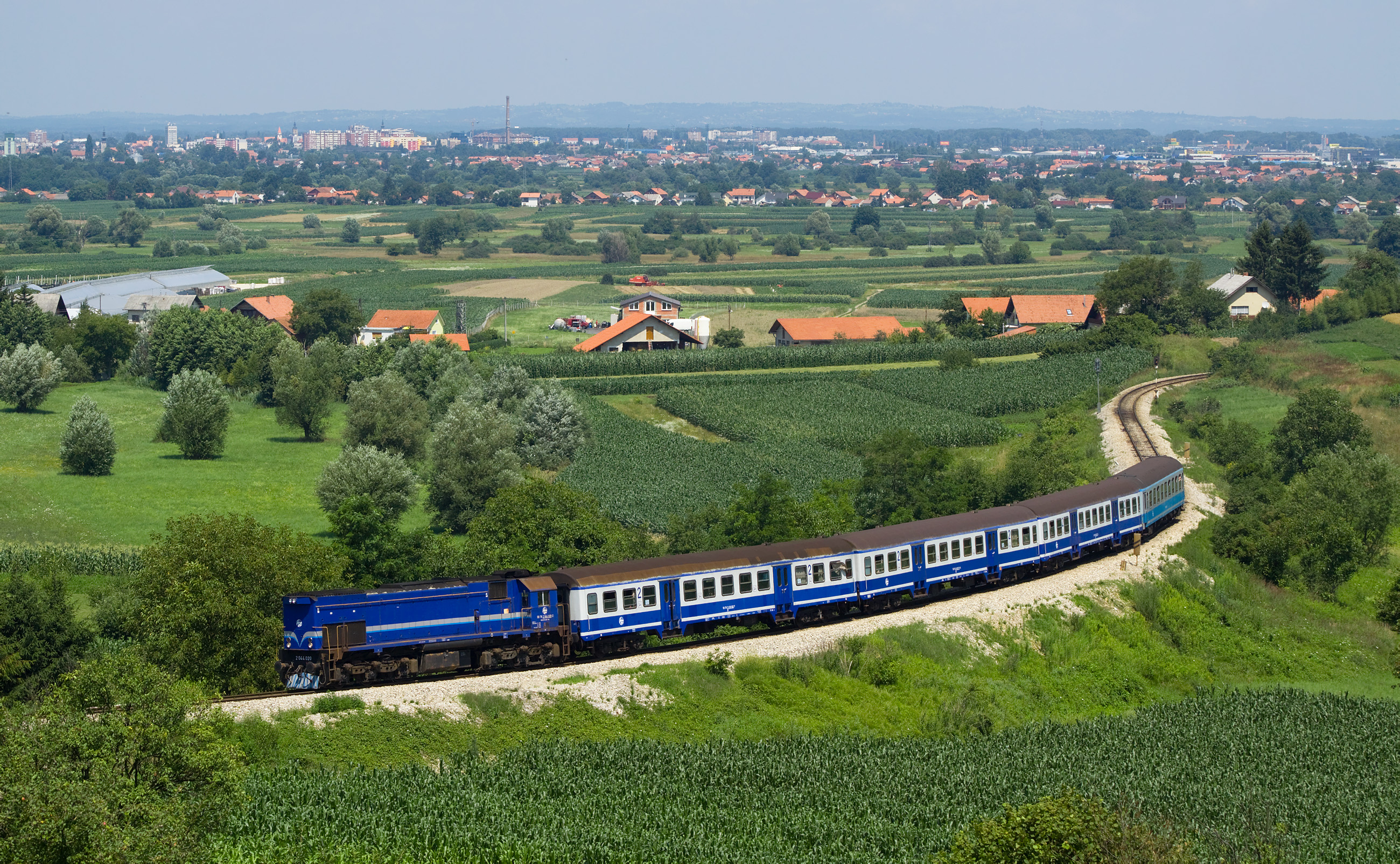
Un tren con coches de cercanías en Croacia

Los coches suburbanos, también llamados locales o de cercanías son coches de pasajeros diseñados para atender las particularidades de los servicios suburbanos. Tienen alta capacidad y permiten el transporte de pasajeros de pie.

### Dos pisos
Los coches de dos pisos se utilizan en corredores con gran demanda, en especial en servicios suburbanos.

### Coche cabina
Un coche cabina o coche con cabina de conducción es un vehículo ferroviario destinado al transporte de pasajeros, que tiene una cabina en uno de sus extremos para conducir el tren.

### Restaurante
En el coche restaurante se sirven comidas y bebidas. Circula acoplado a los trenes de pasajeros de larga distancia.

### Coche-cama
El coche-cama permite acomodar a los pasajeros en algún tipo de cama o litera. Se utilizan en trayectos nocturnos de larga distancia.

### Coche de deriva
Denominado slip coach en inglés, era un tipo de coches de pasajeros especialmente diseñados para ser liberados del tren principal en plena marcha, que aprovechando su impulso llegaban hasta el andén de una estación próxima en la que el tren principal no tenía parada.